# Bernd Dorendorf

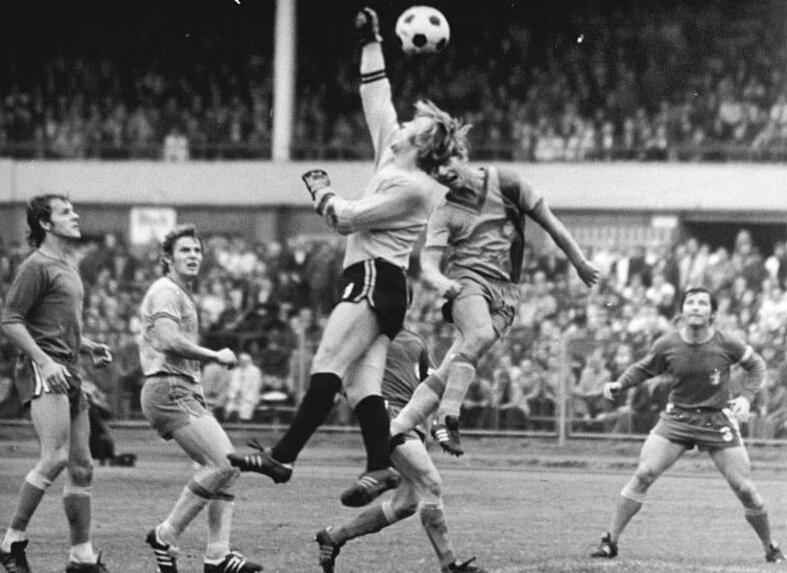
Dorendorf bei einer Faustabwehr (1976)

Bernd Dorendorf (* 14. April 1953; † 11. April 2007) war Fußballtorwart in der DDR-Oberliga, der höchsten Spielklasse des DDR-Fußballverbandes, und spielte dort für den 1. FC Magdeburg.

## Sportliche Laufbahn
Dorendorf kam 1971 im Alter von 18 Jahren zum 1. FC Magdeburg, als er gerade seine Lehre abgeschlossen hatte. Es folgte ein Studium zum Lehrer für Deutsch und Russisch. In Magdeburg hütete er zunächst das Tor der 2. Mannschaft in der zweitklassigen DDR-Liga. Sein erstes Spiel mit der Oberligamannschaft bestritt Dorendorf am 4. Oktober 1975 in einem Pokalspiel bei der BSG Kernkraftwerk Greifswald (1:0-Sieg). Zum ersten Mal in der Oberliga hütete Dorendorf das FCM-Tor am 8. November 1975 im Punktspiel gegen Wismut Aue (6:0). Er musste den verletzten Stammtorwart Ulrich Schulze vertreten und kam auf diese Weise während der Saison 1975/76 auf insgesamt zwölf Einsätze. Während seiner Magdeburger Zeit, unterbrochen durch einen eineinhalbjährigen Militärdienst zwischen 1979 und 1981, war der 1,82 m große Dorendorf nur in der Saison 1976/77 mit 16 Oberligaeinsätzen die Nummer 1 im Tor der Oberligamannschaft. Davor musste er hinter Ulrich Schulze zurückstehen, und nach dessen Weggang wurde der vier Jahre jüngere Dirk Heyne zum Stammtorwart. Dorendorf kam zwischen 1975 und 1981 in drei Spielzeiten im Oberligateam zum Einsatz, zuletzt am 30. Mai 1981 im letzten Saisonpunktspiel bei Wismut Aue (1:2-Niederlage). Damit kam er auf insgesamt 31 Oberligaspiele, hinzu kommen jeweils sieben nationale und internationale Pokalspiele. In den siegreichen DDR-Pokalendspielen 1978 und 1979 war Dorendorf nur Ersatztorwart. Auch beim Gewinn des Europapokals der Pokalsieger 1974 saß er auf der Bank, im letzten Moment für den erkrankten Ersatztorhüter Hans-Werner Heine eingeflogen. Neben den internationalen Pokalspielen des 1. FC Magdeburg bestritt Dorendorf auch drei Länderspiele mit der Nachwuchsnationalmannschaft und ein Spiel mit der B-Nationalmannschaft.
Im Sommer 1982 wechselte Dorendorf zum DDR-Ligisten Lok Stendal, wo sein ehemaliger Mannschaftskamerad Jörg Ohm als Trainer arbeitete. Am Ende der Saison musste Stendal absteigen, sodass Dorendorf den Rest seiner Fußball-Laufbahn in der drittklassigen Bezirksliga verbringen musste. Nach Beendigung seiner leistungssportlichen Fußballer-Laufbahn war er noch in der Traditionsmannschaft des 1. FC Magdeburg aktiv. Er besaß bis zu seinem Tod mehrere verschiedene Versicherungsagenturen und -büros in Magdeburg. Am 11. April 2007 erlag Bernd Werner Dorendorf einem Lungenleiden. Er hinterließ einen Sohn und einen Enkelsohn.